# Ponte di Besalú
Il ponte di Besalú è un ponte romanico del XI secolo che attraversa il fiume Fluviá e si trova a Besalú in Spagna.

## Descrizione
Il ponte presenta otto arcate diseguali raggruppati in due sezioni angolari e misura 105 metri di lunghezza e 30 metri di altezza. Il portale d'accesso fortificato è situato sopra il primo pilastro, mentre la torre fortificata, a pianta esagonale e dotata di feritoie nella parte superiore, si trova nella parte centrale in corrispondenza del quinto pilastro.
Su uno dei conci del pilastro centrale del secondo troncone è presente una pietra araldica con la data 1680, che fa pensare ad un restauro di ampia portata o ad una ricostruzione quasi totale del ponte.

## Storia
Il ponte è stato probabilmente costruito tra il 1030 e il 1050 dal conte di Besalú Guglielmo I sui resti di un precedente ponte romano ed è documentato fin dal 1075. È probabile che la costruzione originaria fosse diversa da quella attuale, anche perché nel tempo il ponte fu danneggiato da diverse inondazioni che resero necessari restauri e ricostruzioni.
Le torri e il portale del ponte, che nel Medioevo servivano a difendere l'accesso alla città e a riscuotere un pedaggio, furono demolite nel 1880.
Nel 1939, durante la Guerra Civile Spagnola, il ponte fu fatto esplodere e fu necessaria la ricostruzione di due arcate effettuata tra gli anni '50 e '60 del XX secolo.
Dal 1954 il ponte è catalogato come Bien de Interés Cultural.